# Heroin Force
Heroin Force (Originaltitel: Trappola diabolica; internationaler Titel Strike Commando 2) ist ein italienischer Actionfilm von Bruno Mattei aus dem Jahr 1988; die Fortsetzung von Strike Commando aus dem Vorjahr. Die deutsche Erstaufführung fand im Oktober 1988 auf Video statt.

## Handlung
Im Vietnamkrieg hat Major Jenkins seinem Untergebenen Michael Ransom das Leben gerettet. Jahre später – Ransom ist jetzt Geschäftsmann in Manila – wird er von Jenkins um Hilfe gebeten. Doch zunächst scheint niemand etwas über den Aufenthaltsort von Jenkins Bescheid zu wissen. Erst nach einigen Mühen kann er in das schwerbewachte Haus einzudringen, in dem sich Jenkins aufhält. Während der Unterhaltung mit ihm stürmt ein Überfallkommando das Haus; das Wachpersonal wird getötet und Jenkins mit einem Hubschrauber entführt.
Vom Botschafter erfährt Ransom nun, dass Jenkins ehemals für die CIA gearbeitet hat und jetzt vom KGB entführt wurde. Er wird in einem Lager an der Grenze zu Vietnam festgehalten. Ransom erhält den Auftrag, Jenkins zu befreien. Die Kneipenbesitzerin Rossana Boom, die er kennenlernt, versucht ihn zu hintergehen. Als es zu einem Überfall der KGB-Leute kommt, zeigt sie ihm jedoch den Weg zum Lager. Ransom gelingt es, sich einzuschleichen und macht eine überraschende Entdeckung: Das Lager ist ein Heroin-Labor.
Ransom kann mit Hilfe seines Kumpels Vic, dem er auch mal das Leben rettet, nach vielen gefährlichen Situationen und Qualen den Drogenboss identifizieren und töten und zieht sich mit Rossana ins Privatleben zurück.

## Kritiken
„Was soll man sagen? Der Film ist nicht auf ein bestimmtes Publikum, schon gar nicht das italienische zugeschnitten, sondern ist eine jener internationalen Produktionen, die auf den internationalen Markt und die Videomärkte zielen. Bemerkenswert zu bestaunen ist der physische und schauspielerische Niedergang des alten Richard Harris.“

## Bemerkungen
Die Besetzungsliste führt Luciano Pigozzi unter seinem Stammpseudonym Alan Collins als „Schmugglerführer“; da er im fertigen Film nicht zu sehen ist, wurden seine Szenen wohl gelöscht.